# Avril 1757
Cette page présente les faits marquants du mois d'avril 1757.

## Événements
- 6 avril : démission de William Pitt l'Ancien, ministre de la Guerre de Grande-Bretagne quand Cumberland refuse de commander les forces britanniques en Allemagne[1].
- 21 avril : victoire prussienne sur l’Autriche à la bataille de Reichenberg[2].